# Erica laevigata
Erica laevigata är en ljungväxtart som beskrevs av Friedrich Gottlieb Bartling. Erica laevigata ingår i släktet klockljungssläktet, och familjen ljungväxter. Utöver nominatformen finns också underarten E. l. elongata.